# Ангел Христов (офицер)
Вижте пояснителната страница за други личности с името Ангел Христов.
Ангел Христов Христов е български офицер, участник в Сръбско-българската война (1885), завежда железниците на новите земи по време на Балканската (1912 – 1913) и Междусъюзническата война (1913), началник на Военните пощи и телефони през Първата световна война (1915 – 1918).

## Биография
Ангел Христов е роден на 7 ноември 1866 г. в Русе. На 4 септември 1883 г. постъпва във Военното на Негово Княжеско Височество училище, взема участие в Сръбско-българската война (1885) в редовете на 5-и пехотен дунавски полк. След края на войната се връща в училището, достига до звание юнкер, дипломира се 127-и по успех от 163 офицери, на 27 април 1887 г. е произведен в чин подпоручик и зачислен в пионерните части. На 18 май 1890 г. е произведен в чин поручик, а на 2 август 1895 г. е в чин капитан. През 1900 г. е командир на пионерна рота в Силистренския гарнизон и през 1903 е произведен в чин майор. През 1909 г. е началник на строева инспекционна секция към Инженерната инспекция, а през 1911 г. заема длъжността командир на железопътна дружина. На 22 септември 1912 е произведен в чин полковник.
Полковник Христов взема участие в Балканската (1912 – 1913) и Междусъюзническата война (1913) като завежда железниците на новите земи. От януари 1915 г. е командир на 5-а сборна пионерна дружина. По време на Първата световна война (1915 – 1918) е началник на Военните пощи и телефони. Съгласно заповед № 679 от 1917 г. по Действащата армия „за бойни отличия и заслуги във войната“ е награден с Царски орден „Св. Александър“ III степен с мечове по средата, но заповедта е променена със заповед № 905 от същата година на Царски орден „Св. Александър“ III степен с мечове отгоре.
На 27 юли 1919 г. е произведен в чин генерал-майор и на 12 септември същата година преминава в запаса.

## Военни звания
- Подпоручик (27 април 1887)
- Поручик (18 май 1890)
- Капитан (2 август 1895)
- Майор (1903)
- Подполковник (31 декември 1906)
- Полковник (22 септември 1912)
- Генерал-майор (27 юли 1919)

## Образование
- Военно на Негово Княжеско Височество училище (1883 – 1887)

## Награди
- Военен орден „За храброст“ IV степен
- Военен орден „За храброст“ IV степен 2 клас
- Царски орден „Св. Александър“ V степен без мечове
- Царски орден „Св. Александър“ III степен с мечове отгоре (1917)
- Народен орден „За военна заслуга“ III степен
- Народен орден „За военна заслуга“ V степен на обикновена лента
- Орден „За заслуга“ на обикновена лента